# 鶴岡陽太
鶴岡陽太（日语：つるおか ようた，1959年4月28日—），動畫音響監督。出身於東京都。畢業於廣島大學。目前是樂音舍代表。

## 作品

### 電視動畫
1991年
- 横山光輝 三国志（錄音監督）

1994年
- 超時空要塞7

1995年
- 小紅豆

1996年
- 逮捕令（音響ディレクター）

1998年
- 玲音
- DT戰士
- 炸彈人 彈珠人爆外傳
- 魔術士歐菲

1999年
- 宇宙海賊大冒險
- COLORFUL
- The Big O
- ∀GUNDAM
- 天使不設防!
- 炸彈人 彈珠人爆外傳V
- 魔術士歐菲 Revenge

2000年
- 犬夜叉
- 銀河冒險戰記
- 捍衛者
- 櫻花大戰TV
- 我家也有外星人
- 幻影死神

2001年
- 變種危機
- 銀河冒險戰記
- ANGELIC LAYER 天使領域
- Z.O.E Dolores, i
- 逮捕令 (second season)
- 地球防衛家族
- 小小雪精灵
- 娜吉卡電擊作戰
- 最终幻想：无限
- 厄夜怪客

2002年
- 笑園漫畫大王
- 帝皇戰紀
- 銀河戰警
- 闪灵二人组
- 超重神GRAVION
- 驚爆危機！
- 炎之蜃氣樓
- 翼神世音

2003年
- 百变之星
- 奇諾之旅
- 聖槍修女
- 星空防衛隊
- 天使怪盜
- 驚爆危機？校園篇
- Popotan
- 最後流亡

2004年
- 女孩萬歲
- 巖窟王
- Keroro軍曹
- 絢爛舞踏祭
- 七武士
- 超重神GRAVION Zwei
- 爆裂天使
- 忘卻的旋律
- 薔薇少女

2005年
- AIR
- 我的太太是魔法少女
- 女孩萬歲 second season
- SHUFFLE!
- 極速攝殺
- 曙光少女
- 變形金剛：銀河原力
- 驚爆危機！The Second Raid
- 我是小粘粘
- 魔法老師！
- 薔薇少女 彷如夢境

2006年
- 后天的方向
- Kanon
- 涼宮春日的憂鬱（2006年版）
- 我的裘可妹妹
- 魔法老師！？
- 薔薇少女 ～序曲～

2007年
- 偶像大師 XENOGLOSSIA
- ef - a tale of memories.
- 風之聖痕
- CLANNAD
- 神靈狩/GHOST HOUND
- 鬼面騎士
- Sketch book～素描簿～
- 龙鸣
- 女優大試煉
- BLUE DROP
- 幸運☆星
- 火箭女孩

2008年
- ef - a tale of melodies.
- 食靈-零-
- CLANNAD ～AFTER STORY～
- 死后文
- 幻影少年
- 夜櫻四重奏

2009年
- 犬夜叉 完結篇
- K-ON!
- 咲-Saki-
- 香格里拉
- 涼宮春日的憂鬱（2009年版）
- 穿越宇宙的少女
- 仰望天空的少女瞳中的世界
- 夏日風暴！
- 夏日風暴！春夏冬中
- 化物語
- Phantom -PHANTOM OF INFERNO-

2010年
- 玩伴貓耳娘
- 荒川爆笑團
- 荒川爆笑團 第二期
- K-ON!!
- 吸血鬼同盟
- WORKING!!

2011年
- A Channel
- 境界線上的地平線
- 日常
- 天才黃金腦～神之謎
- Fractale
- 魔法少女小圓

2012年
- 加速世界
- 境界線上的地平線II
- 極樂女子宿舍
- 咲-Saki-阿知賀篇 episode of side-A
- 中二病也想談戀愛！
- 偽物語
- 貓物語（黑）
- 冰菓
- 天才黃金腦～神之謎 第2系列

2013年
- 境界的彼方
- 鎖鎖美小姐@不好好努力
- 玉子市場
- 斷裁分離的罪惡之剪
- Fantasista Doll
- Free!
- 物語系列 第二季

2014年
- 甘城輝煌樂園救世主
- 電波少女與錢仙大人
- CROSSANGE 天使與龍的輪舞
- 咲-Saki- 全國篇
- 中二病也想談戀愛！戀
- 東京ESP（兼任製作統括）
- 農林
- BUDDY COMPLEX
- Free!-Eternal Summer-
- 目隱都市的演繹者
- 花物語
- 憑物語

2015年
- 小長門有希的消失
- 終結的熾天使
- 奏響吧！上低音號
- 山田君與7人魔女
- WORKING!!!
- 終物語

2016年
- 無彩限的幻影世界
- 石膏男團
- 紅殼的潘朵拉
- 她與她的貓 -Everything Flows-
- 至高指令
- 奏響吧！上低音號2
- 漂流武士
- 烏龍麵之國的金色毛毬

2017年
- 小林家的女僕龍
- 戀愛與謊言

2018年
- 紫罗兰永恒花园
- Fate/EXTRA Last Encore

2019年
- 魔術學姐

### OVA
1994年
- CLAMP IN WONDERLAND（音響Director）

1995年
- 機械巨神 地球靜止之日
  - 鉄腕GinRei EPISODE:23～禁斷的果實奪還極樂大作戰!!
  - 青瞳的銀鈴「GinRei with blue eyes」
- 秘境探檢

1996年
- 同級生2

1997年
- VAMPIRE HUNTER The Animated Series

1998年
- 青之6號
- 真蓋特機器人 世界最後之日
- 夢中相會

1999年
- 銀河少女警察 The Animation

2001年
- Z.O.E 2167 IDOLO

2002年
- 捍衛者21
- 戰鬥妖精雪風

2004年
- 百变之星 嶄新之翼 EXTRA STAGE
- 炎之蜃氣樓〜みなぎわの反逆者〜

2005年
- 我永遠的聖誕老人
- 戰鬥妖精少女
- MUNTO～穿越時空之壁

2006年
- 厄夜怪客

2007年
- ICE
- 爆裂天使INFINITY

2008年
- 四娘物語
- 魔法老師～白之翼 ALA ALBA～
- 幸運☆星OVA

2009年
- 魔法老師～另一個世界～

2011年
- 戀愛☆遷都
- 裝甲騎兵波德姆茲 發現者

2012年
- A Channel +smile

### 劇場版動畫
1999年
- 逮捕令 the MOVIE

2004年
- 蘋果核戰
- 犬夜叉 紅蓮的蓬萊島

2005年
- 奇諾之旅 活著的目標 -life goes on.-

2006年
- 不可思議貓森林
- 勇者物語
- 超劇場版 Keroro軍曹

2007年
- EX MACHINA
- 天使特警 劇場版
- 超劇場版 Keroro軍曹 2 深海的公主
- 日本鎖國

2008年
- 超劇場版 Keroro軍曹 3 Keroro VS Keroro 天空大決戰
- 惡靈古堡: 惡化

2009年
- 超劇場版 Keroro軍曹 4 逆襲的龍勇士
- 天上人與亞克託人最後的戰鬥
- 宮本武藏-雙劍飛馳之夢-

2010年
- 古城荊棘王（音響監修）
- 超劇場版 Keroro軍曹 5 誕生！究極Keroro奇蹟的時空之島！！
- 涼宮春日的消失
- 破刃之劍

2011年
- 鬼神傳
- 電影 K-ON!
- 劇場版 魔法老師 ANIME FINAL

2012年
- 劇場版 魔法少女小圓 [前篇] 開始的故事
- 劇場版 魔法少女小圓 [後篇] 永遠的故事

2013年
- 小鳥遊六花・改 ～劇場版 中二病也想談戀愛！～

2014年
- 電影 玉子愛情故事

2016年
- 聲之形
- 傷物語

### 網路動畫
2009年
- 小涼宮春日的憂鬱
- Nyoron☆小鶴屋學姐

2011年
2013年
- 宮河家的空腹

2016年
- 曆物語

## 註解
1. 1 2  .   [2012-12-19]. （原始内容存档于2012-12-19）.